# 専門学校穴吹ビューティカレッジ
穴吹ビューティカレッジ（あなぶきビューティカレッジ）は、香川県高松市に所在する専門学校である。設置者は学校法人穴吹学園。

## 所在地
- 香川県高松市錦町一丁目3番5号

## 設置学科
- 美容学科
- ビューティコーディネーター学科
- トータルエステティック学科
- ブライダル学科

## アクセス
- JR高松駅徒歩3分
- 琴電高松築港駅徒歩5分